# Най-доброто в мен
„Най-доброто в мен“ (на английски: The best of me) е американска филмова продукция, чиято премиера е през октомври 2014 година. Режисьор на филма е Майкъл Хофман, по сценарий на Никълъс Спаркс, базиран на едноименния му роман. В главните роли играят Джеймс Марсдън, Мишел Монахан, Люк Брейси, Лиана Либерато, Джерард Макрани. Филмът е романтична драма, а действието се развива в наши дни. Заснет е в Ню Орлиънс, Луизиана Някои сцени са заснети на Пърл Ривър, Луизиана.
„Най-доброто в мен“ не е посрещнат добре от критиката и зрителите. На Rotten Tomatoes рейтингът е 9%.